# Nops guanabacoae
Espèce
Synonymes
- Nops olivaceus Franganillo, 1931

Nops guanabacoae est une espèce d'araignées aranéomorphes de la famille des Caponiidae.

## Distribution

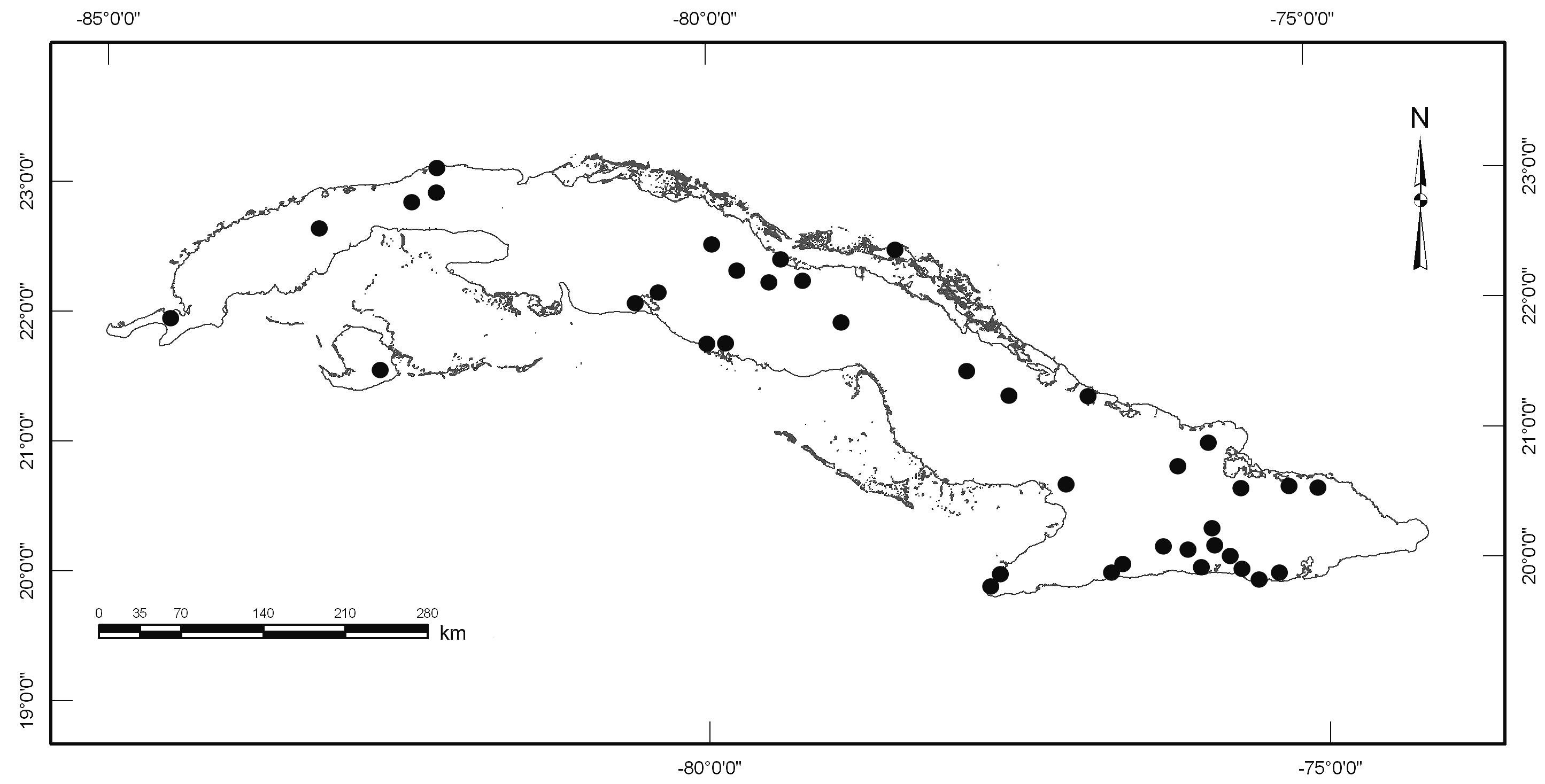
Distribution à Cuba

Cette espèce se rencontre à Cuba et aux Bahamas à Andros et aux îles Bimini,.

## Description

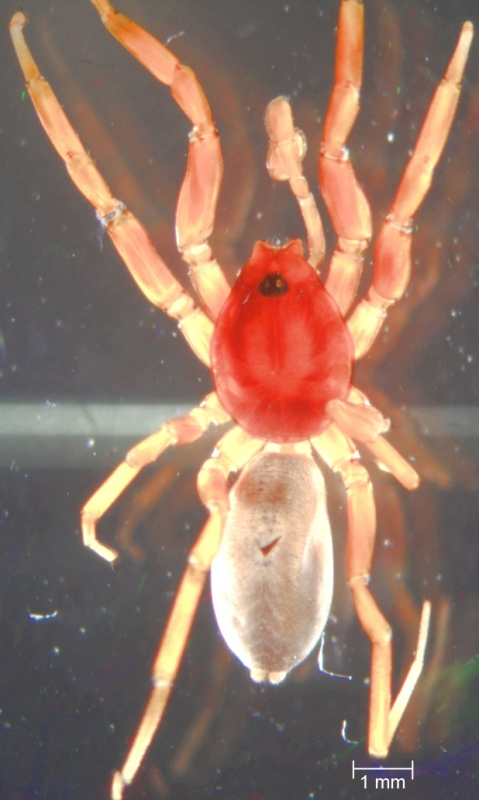
Nops guanabacoae ♂

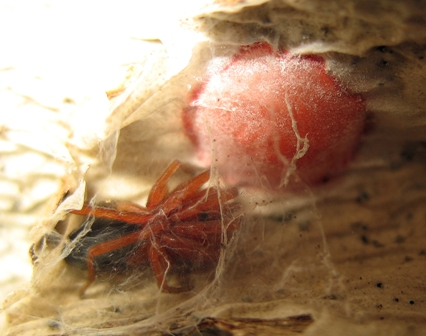
Nops guanabacoae

Le mâle décrit par Bryant en 1940 mesure 6,2 mm,.

## Étymologie
Son nom d'espèce lui a été donné en référence au lieu de sa découverte, Guanabacoa.

## Publication originale
- Macleay, 1839 : On some new forms of Arachnida. Annals and Magazine of Natural History, vol. 2, p. 1-14 (texte intégral).